# Liste des accidents ferroviaires en France en 1928
Pour des articles plus généraux, voir Liste des accidents ferroviaires en France, Liste des accidents ferroviaires en France au XXe siècle et Liste des accidents ferroviaires en France dans les années 1920.
La liste des accidents ferroviaires en France en 1928, est une liste non exhaustive, chronologique par mois.

## Janvier
- 16 janvier 1928 - Sur la ligne d'Arras à Dunkerque, entre les gares de Vimy et d'Avion, vers 7 heures 25, quatre ouvriers marchant le long de la voie sont surpris par l'arrivée de l'express Dunkerque-Paris, qui les happe. Trois sont tués, le quatrième échappe à la mort mais perd momentanément la raison[1].
- 28 janvier 1928 - En gare de triage d'Hausbergen, le matin, par suite d'une erreur d'aiguillage, un train de minerai est reçu sur une voie déjà occupée. Dans le tamponnement qui s'ensuit, son mécanicien est tué[2].

## Février
- 9 février 1928 - À environ deux kilomètres au sud de Thionville, à un passage à niveau de la ligne Valenciennes-Thionville, vers 18 heures 15, une rame de wagons de minerai en dérive dans la pente percute un tramway allant de Hayange vers Thionville et le coupe en deux, faisant dix-sept morts et huit blessés[3].

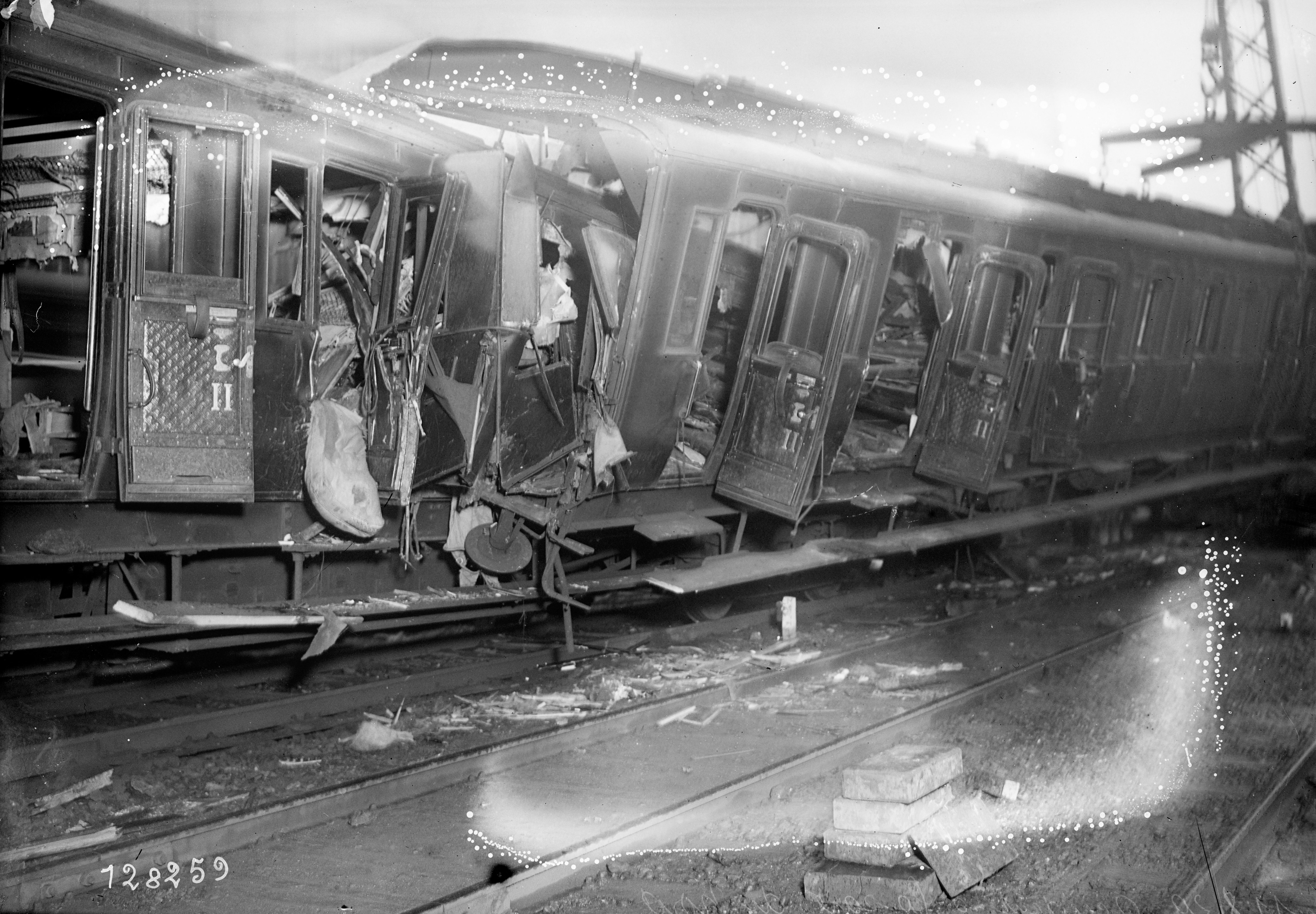
Voitures embouties lors de l'accident de la gare du Nord le 11/4/1928.

## Avril
- 11 avril 1928 - À 800 mètres de la Gare de Paris-Nord, sous le pont de la rue Doudeauville, le mécanicien nouvellement promu d'un express partant pour Amiens, peu familiarisé avec les lieux, brûle un signal d'arrêt et entre en collision frontale avec un train de banlieue arrivant de Gonesse. Derrière les machines, les voitures des deux convois se télescopent et se disloquent. On en tirera quinze morts et trente-quatre blessés[4].
- 30 avril 1928 - À Mulhouse, au passage à niveau de Dornach, à 4 heures 30, la garde-barrière consent à laisser un troupeau de vingt-six bovins traverser les voies alors que survient le rapide Ostende-Bâle, qui écrase le vacher et neuf bêtes et déraille[5].
- 30 avril 1928 -Au matin, sur la ligne électrifiée du tramway Bayonne-Anglet-Biarritz, une erreur d'aiguillage envoie un convoi de voyageurs sur une voie où stationne une voiture en réparation. Dans le choc, le conducteur de la motrice est tué, le chef de train et trois voyageurs sont blessés[6].

## Juillet
- 4 juillet 1928 - En gare de Caen, par suite d'une défaillance de ses freins, vers 12 heures 45, un train transatlantique venant de Cherbourg brûle des signaux fermés et tamponne le train en partance pour Flers et Laval. Dans le train tamponneur, l'accident fait un mort, le chef de train dont le fourgon a été écrasé, et un blessé, le mécanicien. Dans le convoi tamponné, une quinzaine de voyageurs sont blessés[7].

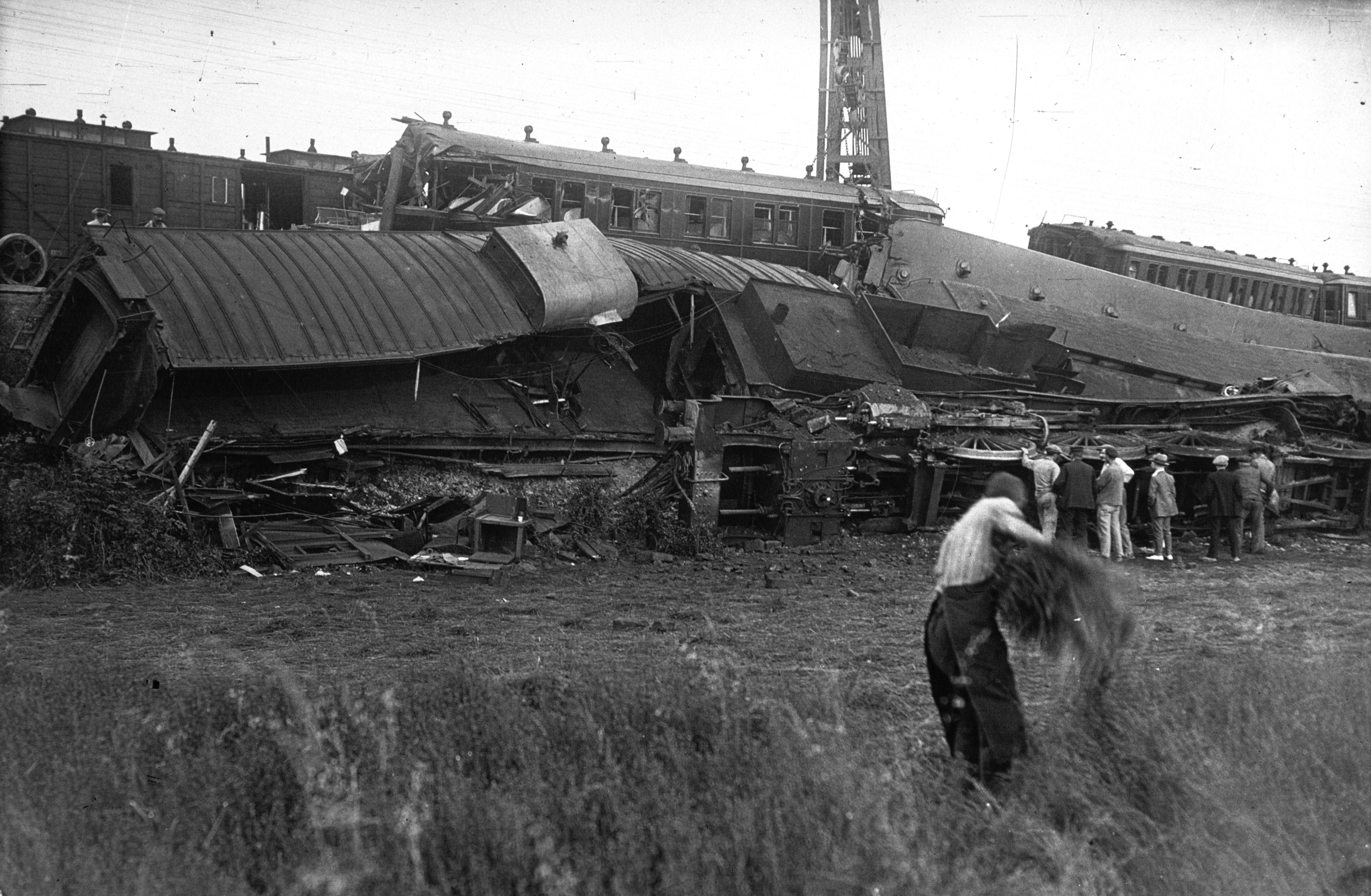
Déraillement du Paris-Belfort le 13 juillet 1928

- 13 juillet 1928 - Sur la ligne Paris-Belfort, le train rapide Suisse-Vosges venant de Paris déraille en pleine voie près de Bar-sur-Aube vers 14 heures 50. Pour une cause indéterminée, la locomotive se couche sur le remblai, le fourgon et deux voitures de tête la suivent et se désarticulent. On comptera cinq morts et une douzaine de blessés, la plupart brûlés par la vapeur de la chaudière transpercée par un rail[8].

## Août
- 2 août 1928 : À l'entrée en gare du Mans, la locomotive et le tender du train express 510, Paris-Brest, déraillent en passant à une vitesse excessive sur un aiguillage, et se couchent au début du quai. Le fourgon, les deux wagons-poste, et une voiture de voyageurs s'écrasent sur l'obstacle. On dénombrera six morts, dont cinq postiers ambulants, et dix-neuf blessés[9].

## Septembre
- 19 septembre 1928 - Sur la ligne à voie unique Bastia-Ponte-Leccia des chemins de fer de la Corse, le chef de gare de Barchetta donne par erreur le départ à un train spécial alors qu'un autorail pour Calvi est déjà parti en sens contraire de Casamozza. La collision frontale a lieu près d'un pont sur le fleuve Golo, et fait un mort et quatre blessés graves[10].

## Novembre
- 22 novembre 1928 - En gare de Liart (Ardennes), sur la ligne Valenciennes-Thionville, des wagons de marchandises insuffisamment calés stationnant sur une voie en pente partent en dérive et percutent la tête d'un train de voyageurs à l'arrêt, tuant son chauffeur et blessant deux autres personnes[11].

## Décembre
- 8 décembre 1928 - Sur la ligne de Colmar à Neuf-Brisach, à 6 heures 15, près de la gare de Sundhoffen, par suite d'une erreur d'aiguillage, un train de machines prend en écharpe sur un croisement l'omnibus Neuf-Brisach-Colmar. Le mécanicien du train tamponneur est tué, le chauffeur et vingt-cinq voyageurs sont blessés[12].